# کن کیلر
کن کیلر (انگلیسی: Ken Keeler؛ زادهٔ ۱۹۶۱ (۶۳–۶۴ سال)) فیلم‌نامه‌نویس اهل ایالات متحده آمریکا است. وی همچنین برندهٔ جوایزی همچون جوایز امی ساعات پربیننده شده‌است.